# Iefim Hèl·ler
Iefim Pètrovitx Hèl·ler (en rus: Ефим Петрович Геллер, en ucraïnès Юхим Петрович Геллер); 8 de març de 1925 - 17 de novembre de 1998), fou un jugador d'escacs jueu ucraïnès, que va desenvolupar la major part de la seva carrera sota bandera soviètica. Ostentava el títol de Gran Mestre, i fou un dels millors jugadors del món en el cim de la seva carrera.
Va guanyar el Campionat de l'URSS dos cops (1955 i 1979) i fou Candidat al Campionat del món en sis ocasions (1953, 1956, 1962, 1965, 1968, i 1971). Guanyà també quatre cops el Campionat d'Ucraïna (els anys 1950, 1957, 1958, i 1959) empatà al primer lloc al Campionat del món sènior el 1991, (el campió fou Vassili Smislov) i el guanyà en solitari el 1992.
Hèl·ler fou també entrenador dels campions del món Borís Spasski i Anatoli Kàrpov, i també va escriure sobre escacs.

## Resultats destacats en competició
El 1952 participà en l'Interzonal de Saltsjöbaden, on hi fou 4t (el guanyador fou Aleksandr Kótov). Això li va servir per classificar-se pel Torneig de Candidats de Zuric de 1953, un dels torneigs més forts de la història, que serví per determinar l'aspirant al títol al Campionat del món de 1954, on hi fou 7è (el guanyador fou Vassili Smislov).
El 1956 participà en el Torneig de Candidats d'Amsterdam, per determinar l'aspirant al títol al Campionat del món de 1957, on hi acabà en 7a posició.